# New Hormones
New Hormones est un label de musique britannique indépendant fondé à Manchester, en 1977, par Richard Boon. Il est souvent donné comme le premier label indépendant apparu au Royaume-Uni.

## Histoire du label
Richard Boon était le manager des Buzzcocks et naturellement, le premier 45 tours du label est le quatre titres, Spiral Scratch, du groupe, qui sort fin janvier 1977. Un second 45 tours est projeté, mais ne sera jamais publié car les Buzzcocks signent chez United Artists. Le label est mis en sommeil jusqu'en 1980.
En 1980, sort le deuxième disque de New Hormones, avec un groupe occasionnel créé par Pete Shelley, Eric Random et Francis Cookson. Les principaux groupes du label seront ensuite Dislocation Dance, Ludus, Diagram Brothers, Biting Tongues.
Avant de mettre fin aux activités du label pour raisons financières, en 1983, Boon doit refuser un groupe de Manchester, The Smiths, qu'il dirige vers Rough Trade.

## Compilation
- Auteur Labels New Hormones 1977-1982. Cd, LTM (2008)